# Мост Балуарте
Мост Балуа́рте (исп. Puente Baluarte Bicentenario) — вантовый мост через горное ущелье, по которому протекает река Балуарте, соединяет штаты Синалоа и Дуранго, Мексика. Является самым высоким вантовым мостом в мире, восьмым по высоте мостом в мире в целом и самым высоким мостом в западном полушарии.
Торжественное открытие моста произошло 5 января 2012 года. Длина моста — 1124 м, высота составляет 403 м. Мост позволил сократить время в пути между городом Масатлан на тихоокеанском побережье и столицей штата Дуранго в центральной части страны.

## Название
Мост назван по реке Балуарте, через которую перекинут мост. Название реки переводится как "бастион".